# Lophocorona
Lophocorona — рід хоботкових метеликів родини Lophocoronidae.

## Поширення
Всі представники роду є ендеміками Австралії.

## Опис
Дрібні примітивні метелики. Розмах крил — близько 1,5 мм. Жилкування крил гомоневральне. Хоботок і мандибули не мають м'язів.

## Спосіб життя
Екологія представників роду погано вивчена. Гусінь невідома, хоча будова яйцекладу дає змогу припускати, що гусениці можуть мінувати листя рослин.

## Види
- Lophocorona astiptica Common, 1973
- Lophocorona commoni Nielsen & Kristensen, 1996
- Lophocorona flavicosta Nielsen & Kristensen, 1996
- Lophocorona melanora Common, 1973
- Lophocorona pediasia Common, 1973
- Lophocorona robinsoni Nielsen & Kristensen, 1996